# 大酸化事変

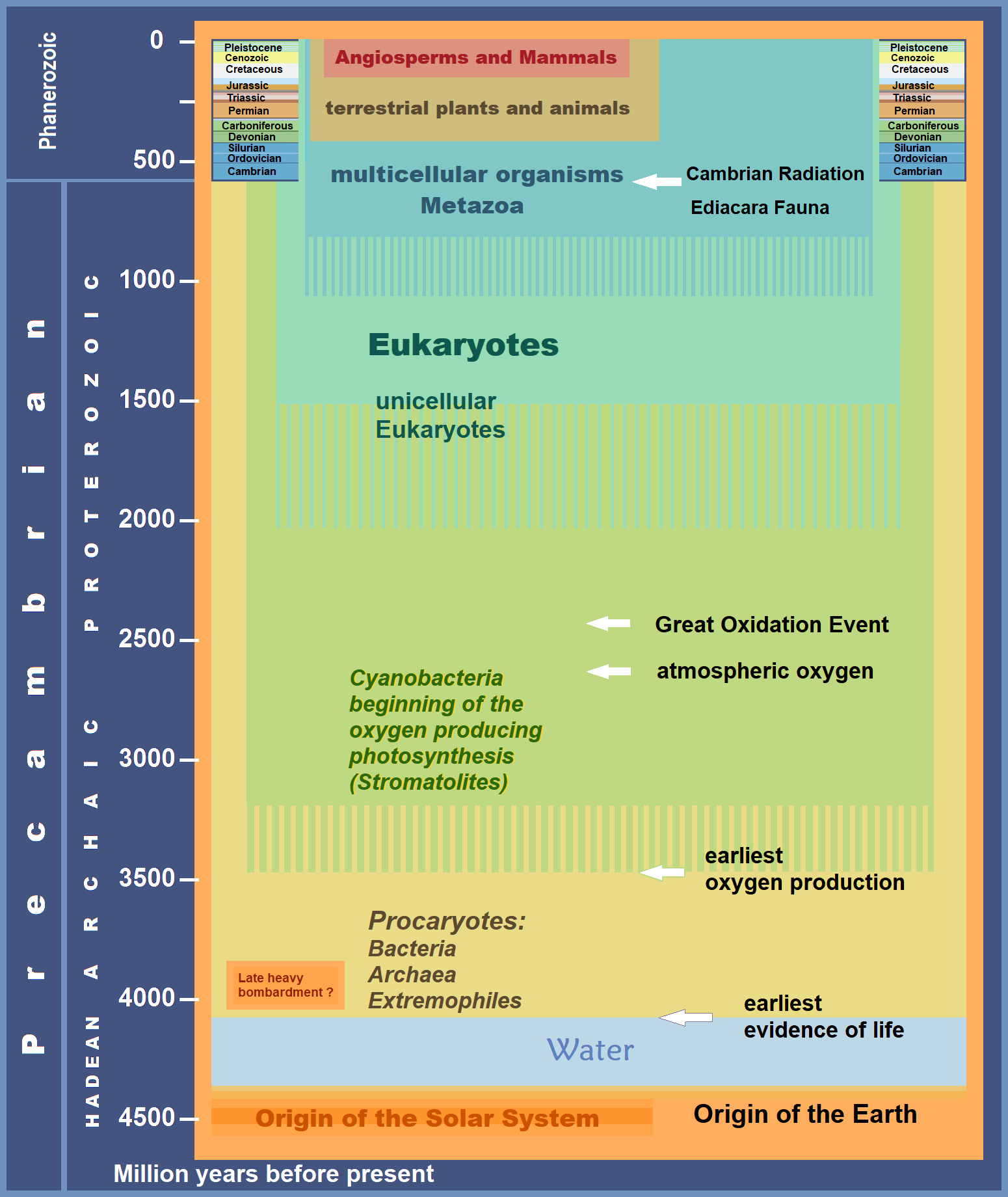
生物の進化の時系列

地球の大気における酸素分圧の変化。赤線と緑線の間の領域がその時代の酸素分圧の推定値の範囲である。1Gaは10億年前を表す。ステージ2で大酸化事変が起こり、酸素分圧が0.02～0.04atmまで上昇している。

大酸化事変（だいさんかじへん、英語: The Great Oxidation Event）または大酸化事件（だいさんかじけん）、大酸化イベント（だいさんかイベント）は、古原生代に起こった大気や海の浅い部分において、酸素分子濃度が上昇したイベントを指す。おおよそ24.26～24.60億年前に始まり、約20.60億年前に終わった。地質時代ではシデリアンからリィアキアンの時代にあたる。 

## 概要
地質学的には、この時代に微生物の光合成によって酸素分子が産生され、原始大気に蓄積し、酸素がほとんどない還元性の大気が徐々に酸化され、酸素分子がこの時代の終わりには現代の大気の10%程度まで上昇したことを同位体などの化学的な痕跡が示している。遊離酸素の出現は嫌気性生物にとって有毒であり、当時レチナールを用いて太陽光中の緑色波長域の光エネルギーを無酸素光合成に用いていた古細菌がほとんどであった生物の大量絶滅を引き起こしたと推測されている。（紫色地球仮説も参照）。硫酸塩鉱物の同位体は、栄養源の変化によってこの時代の終わりまでに生物圏の80%以上を減少させたことを示唆する。
大酸化事変はシアノバクテリアにより引き起こされた。シアノバクテリアはクロロフィルによる光合成を行い、酸素分子を水からの光分解の副産物として放出した。その結果、10億年かけて、地表の第一鉄、硫黄、硫化水素、また大気中のメタンによる還元能力を失わせた。酸素分圧の上昇と共に全球的なヒューロニアン氷期も起こり、地表の微生物マットは壊滅状態となった。生き残った古細菌は、好気性プロテオバクテリアとのシンビオジェネシスによって適応した。取り込まれたプロテオバクテリアは内共生してミトコンドリアになった。 そのことは真核生物の台頭と、多細胞生物への進化につながっている可能性がある。